# Johann von Westerholt (Domherr, um 1540)
Johann von Westerholt (* um 1540; † unbekannt) war Domherr in Münster.

## Leben

### Herkunft und Familie
Johann von Westerholt entstammte dem westfälischen Adelsgeschlecht von Westerholt, aus dem zahlreiche namhafte Persönlichkeiten hervorgegangen sind. Er war der Sohn des Obristen Hermann von Westerholt zu Lembeck (1516–1567) und dessen Gemahlin Johanna von Duvenvoorde. Sein Bruder Bernhard (1554–1592) war Domherr in Münster und nach 1581 Herr auf Westerholt.

### Wirken
Johann studierte im Jahre 1560 an der Universität Bologna und in Padua. 1562 studierte er in Florenz. Wahrscheinlich im Jahre 1575 wurde er präbendiert. 1585 ging er mit seinem Freund Bernhard von Oer nach Italien. Nach ihrer Rückkehr nach Deutschland im Jahre 1589 wurden beiden gegen den Domherrn Johann Torck tätlich. Als der Komtur vom Deutschen Orden Melchior von Senden sie deswegen zurechtwies, wurde er von ihnen bei der Kirche St. Aegidii in Münster ermordet. Auf der Grundlage eines gerichtlichen Vergleiches (unterzeichnet durch Fürstbischof Bernhard von Raesfeld 1558) stand es der Stadt Münster zu, straffällig gewordene Geistliche bis zur Übergabe an die Gerichtsbarkeit des Bischofs gefangenzusetzen, allerdings nur in „gelinde Haft“. Der damalige Ratsherr Bernhard II. von Droste zu Hülshoff drang in das Kapitelhaus ein und bewirkte durch sein energisches Auftreten, dass die beiden Mörder ausgeliefert wurden.
Deswegen wurde Johann in Bevergern und später in Lingen inhaftiert. Nach seiner Freilassung wurde er vom Domkapitel gezwungen, auf seine Präbende zu verzichten. Dem kam er nach und verzichtete am 22. Juni 1595 zugunsten des Turnars Bernhard von Westerholt und gleichzeitig auch auf die Fortführung des Prozesses gegen das Domkapitel. Johann durfte das Stift nicht mehr betreten. Er heiratete Isabella Snab. Aus der Ehe stammte der Sohn Bernhard (ca. 1600–1639). Dieser wurde durch Heirat Herr zu Wilbring und erbte den Westerholter Besitz nach dem Tod seines Cousins Hermann Hektor von Westerholt.